# Aegidium

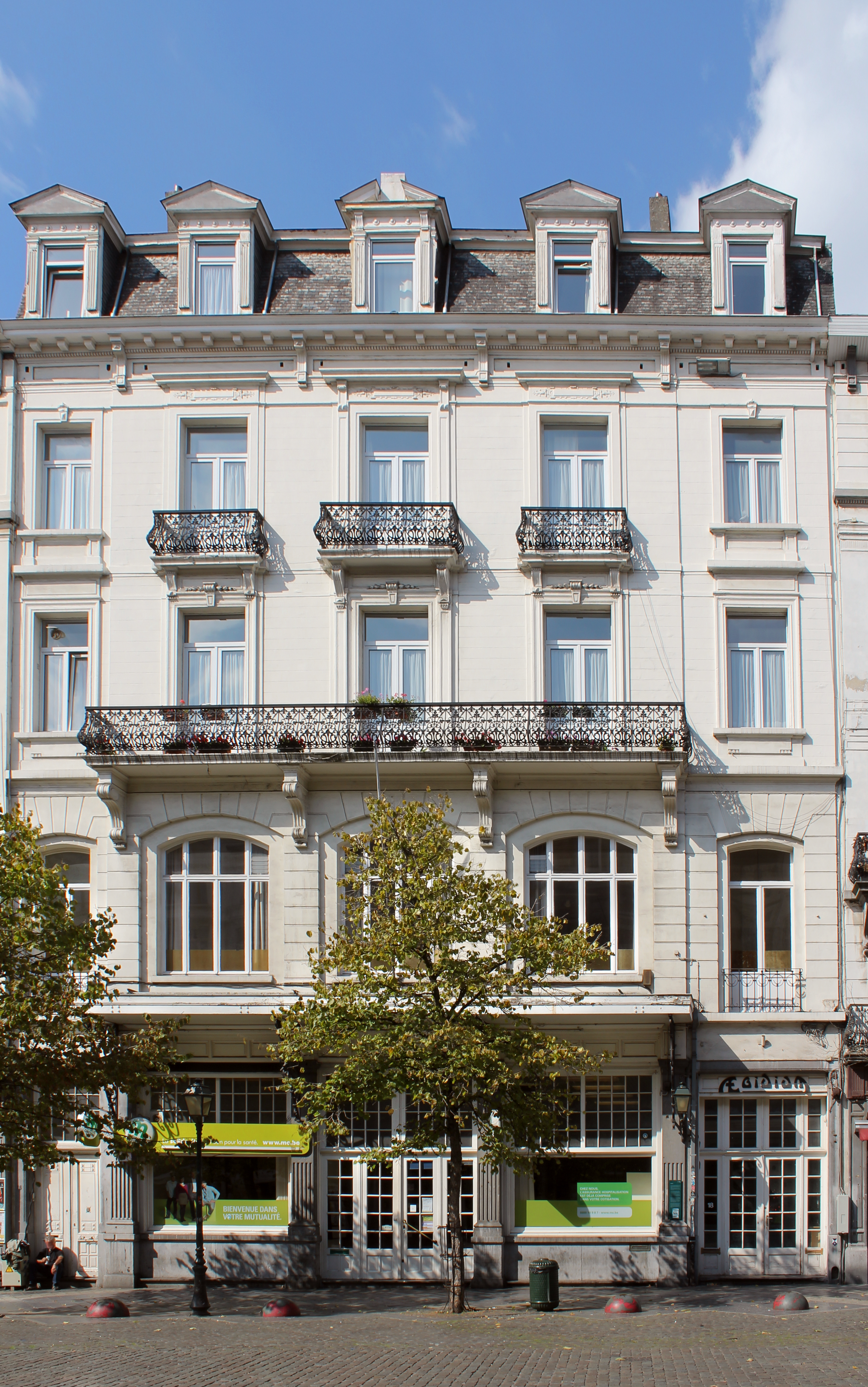
Voorgevel met links het voormalige café (tegenwoordig CM-lokaal) en rechts de deur naar de feestzalen.

Het Aegidium is een Brussels gebouw dat in 1905 werd opgetrokken naar een ontwerp van Guillaume Segers. Achter zijn sobere gevel op het Sint-Gillisvoorplein schuilt een weelde aan interieurstijlen.

## Architectuur
De voorgevel is zoals de rest van het Voorplein gebouwd in neoklassieke stijl. De bescheiden toegang geeft de bezoeker geen vermoeden van het exuberante interieur dat haar wacht. Een lange gang, met in smeedijzer gevatte spiegels, leidt naar de achterbouw met foyer en opvallend gedecoreerde vestiaires (art-nouveau-lambrisering met spiegels en figuratieve keramiektegels van de firma Helman). Voorts treft men er een café, een rookzaal en een wintertuin. De monumentale traphal is ruim verlicht door een ovaal dakraam. Op de verdieping liggen de twee grote zalen. Rechts ligt de meest spectaculaire, een feestruimte in neomoorse stijl die uitbundig gedecoreerd is met hoefijzerbogen, exotisch stuc- en houtsnijwerk (muqarnas, palmmotieven), pseudo-Koefisch schrift, keramische wandtegels... Links vindt men een polygonale balzaal/conferentiezaal in de meer gebruikelijke Lodewijk XV-stijl, met spiegels, vlechtwerk en schelpmotieven.

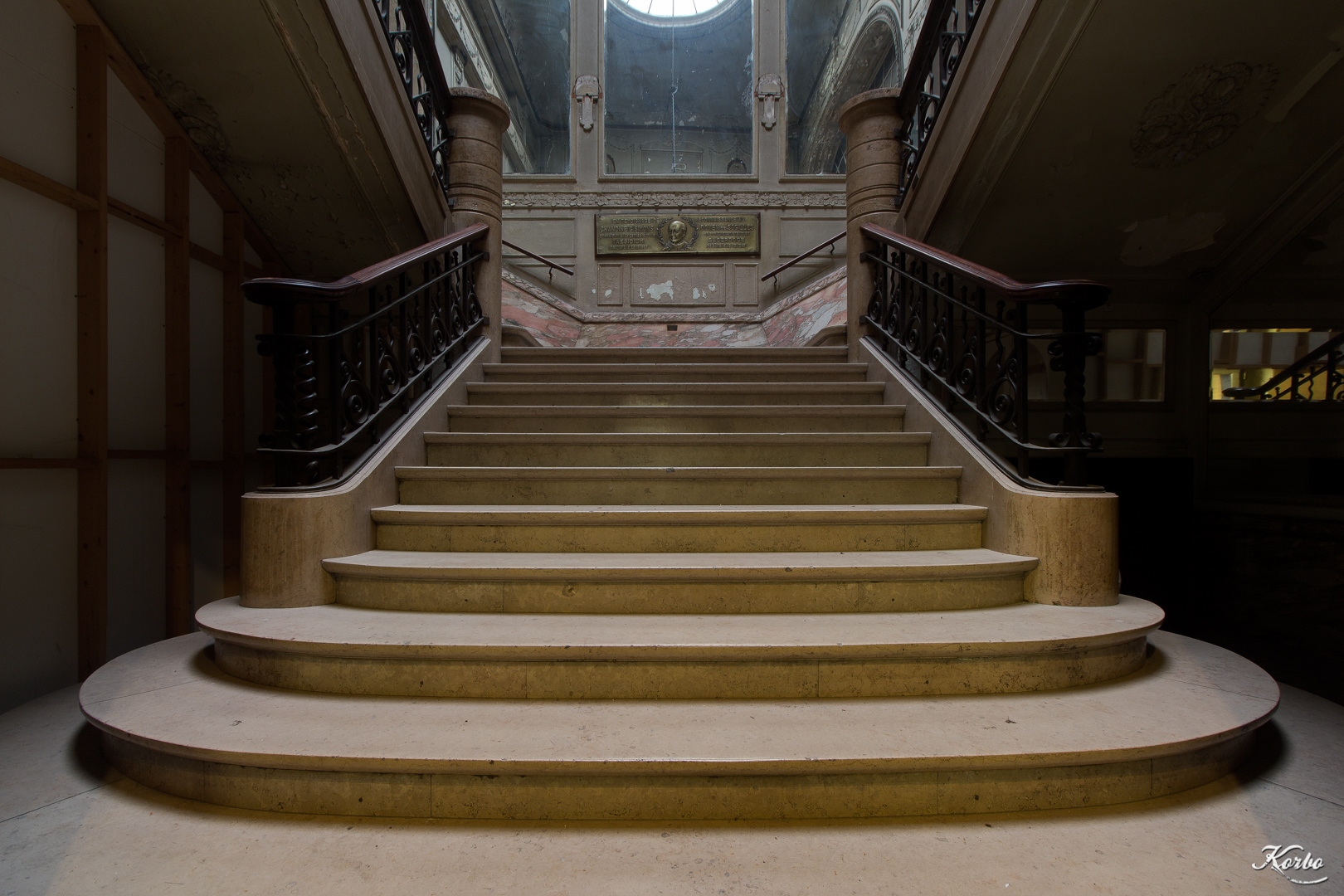
Trap
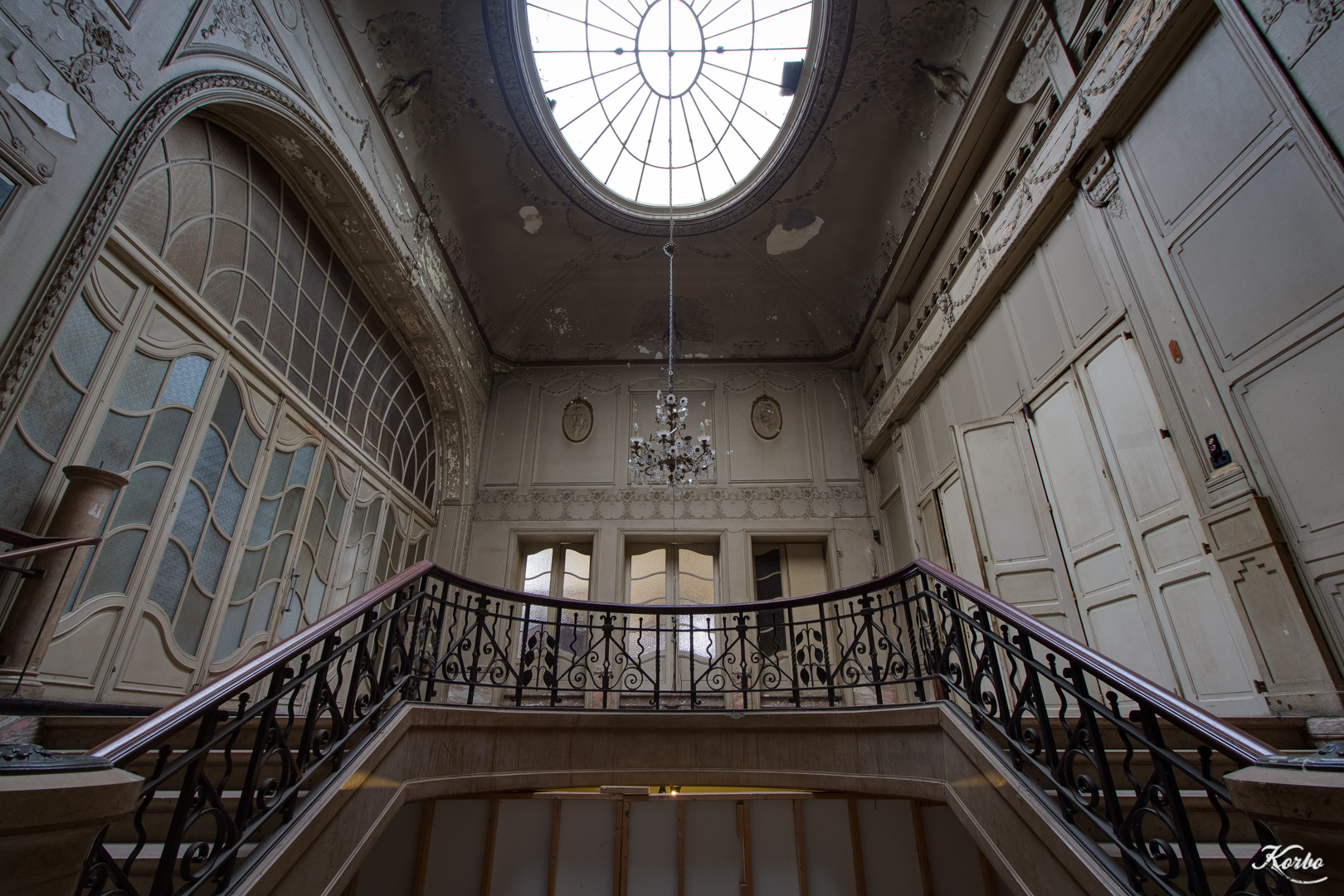
Overloop
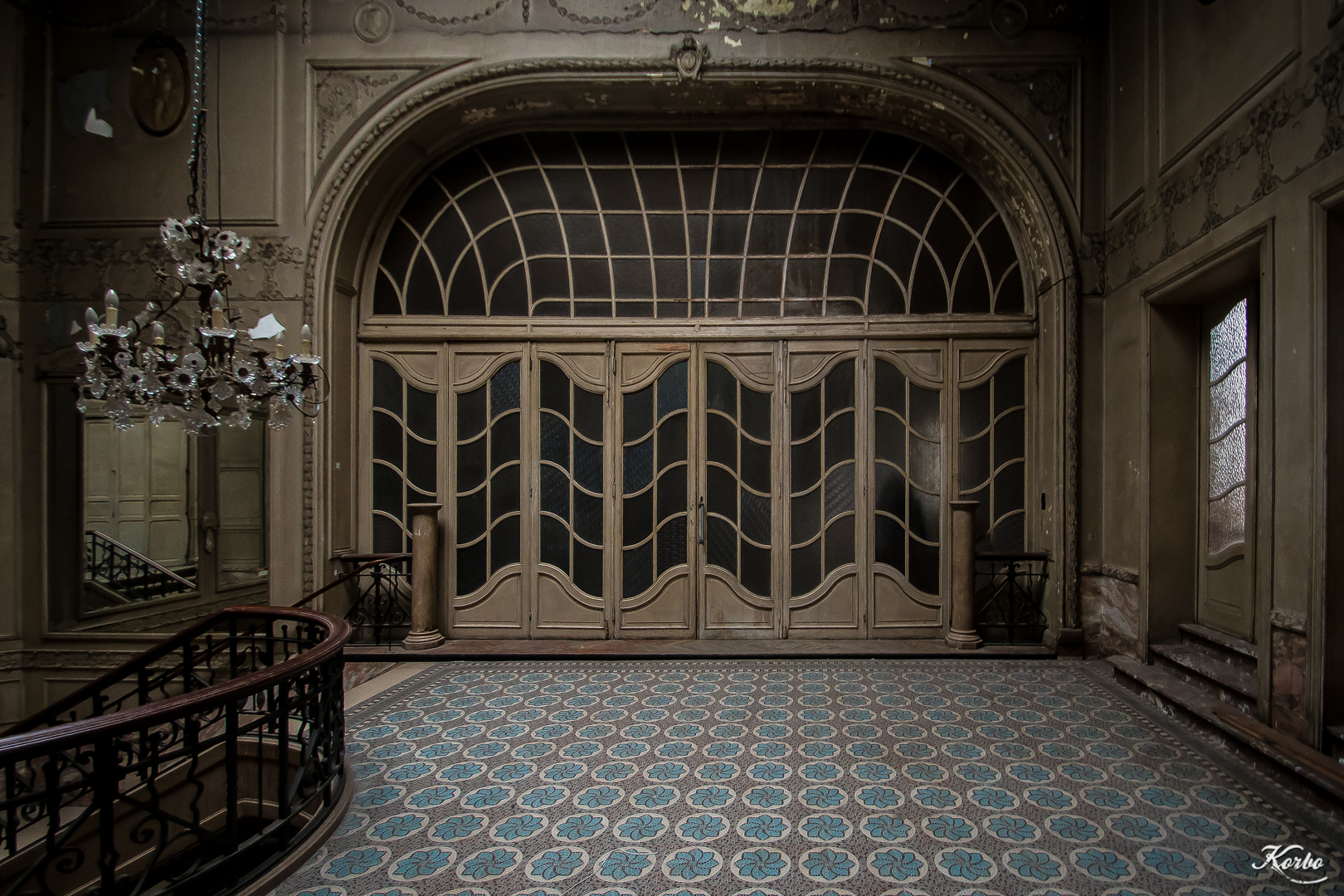
Toegang conferentiezaal
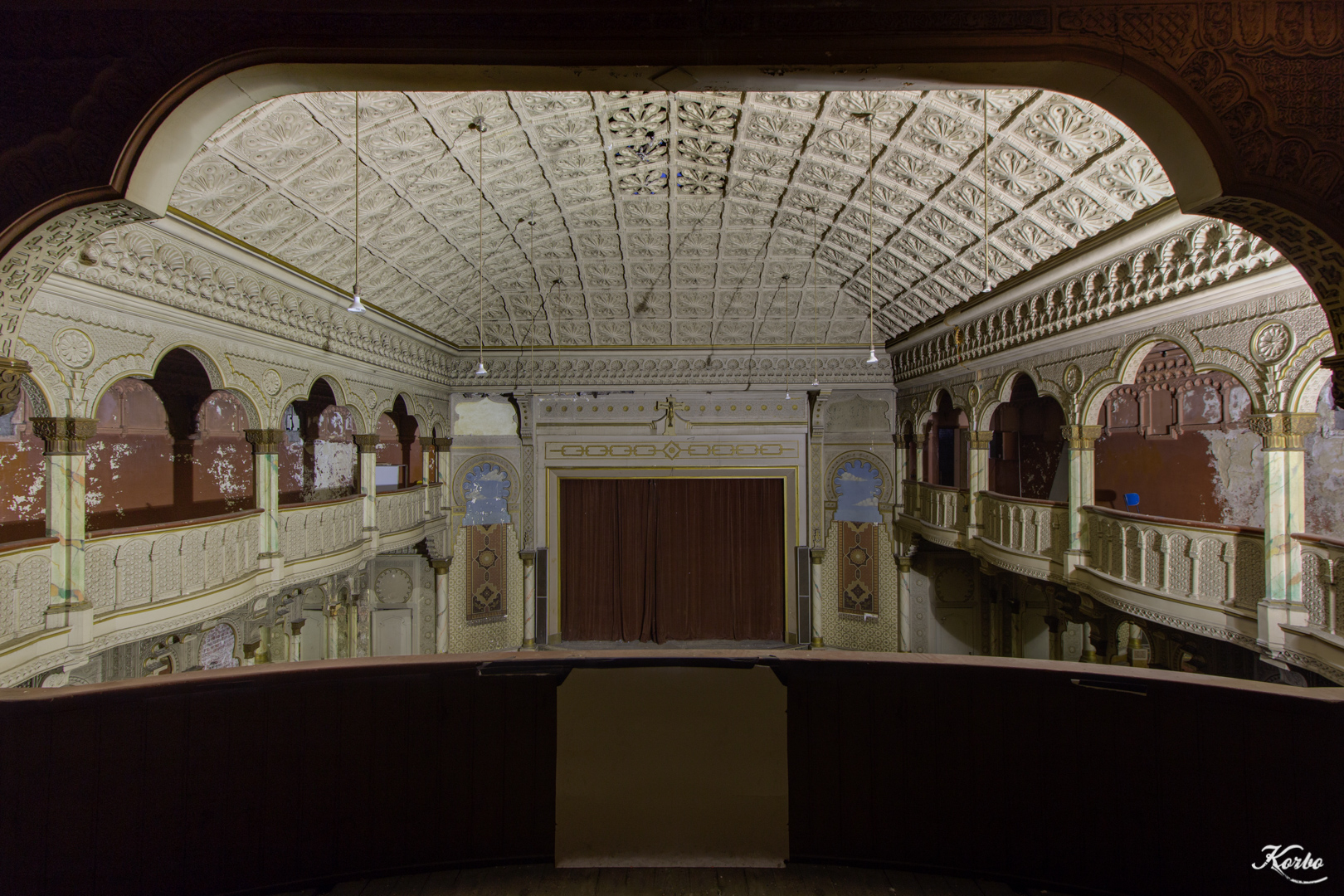
Moorse zaal
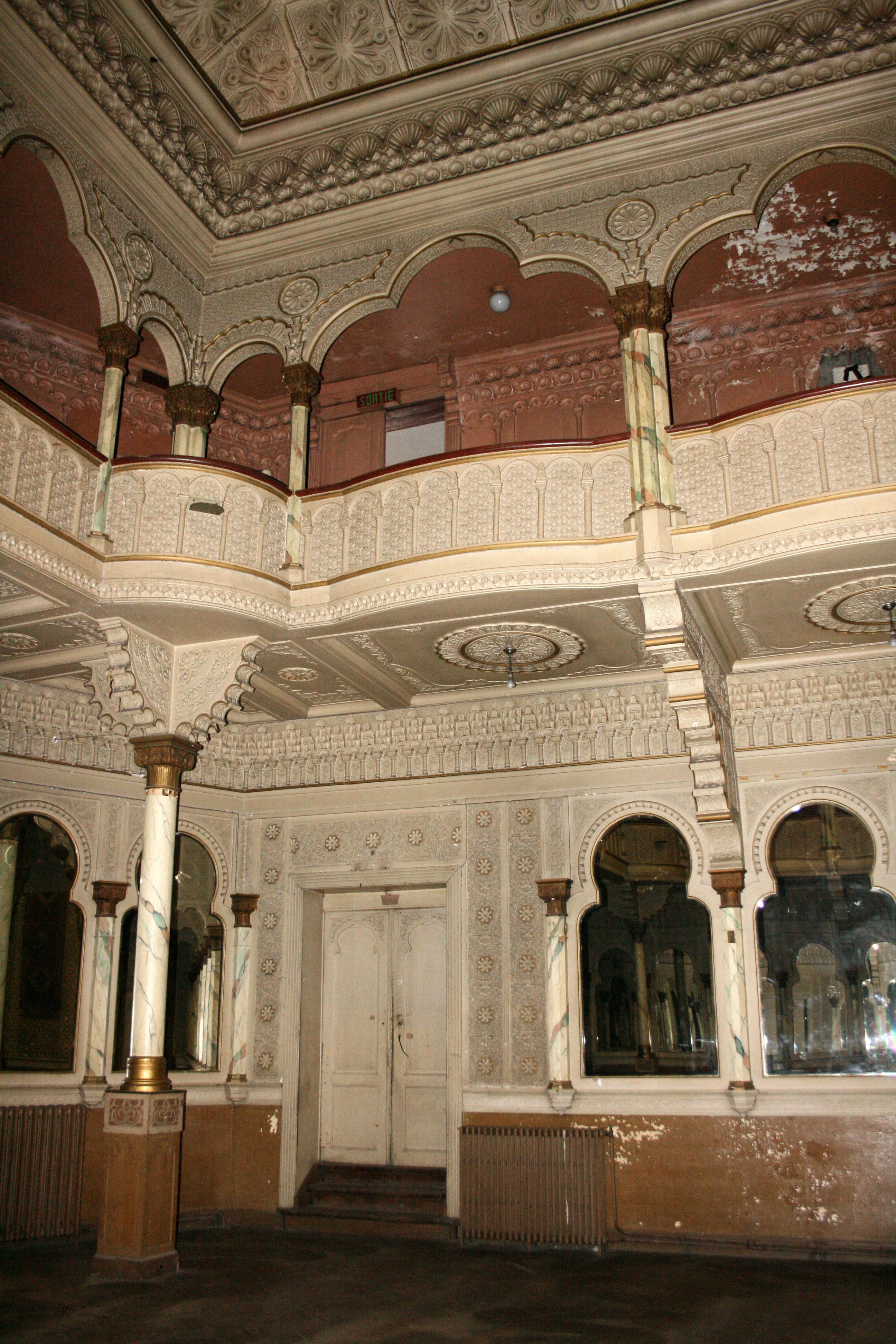
Detail

## Geschiedenis

### Een plaats voor feesten en spektakel
De in 1905 gestarte bouw was gereed in december 1906. Eigenaar-initiatiefnemer Léon Bejay-Dejonghe had enkele opbrengsthuizen gekocht en midden in het huizenblok ruimte gevonden voor een feestzalencomplex. Het werd een centrum van het Brusselse nachtleven, gekend onder de naam Egidium (naar de patroonheilige van de gemeente, Gillis). In 1913 liet hij de Moorse zaal inrichten als bioscoop en nam hij de naam Diamant Palace aan. Na het overlijden van Bejay-Dejonghe kocht Fernand Dierckx het gebouw over en maakte er een dansgelegenheid van onder de naam Panthéon Palace.
Kanunnik G. Simons verwierf het gebouw in 1929 en liet een renovatie uitvoeren door architect Léon Denis (1933), met onder meer een nieuwe gelagzaal en projectiecabine. Het werd een ontmoetingsplek voor de lokale bevolking, waar allerlei parochiale en sociale activiteiten plaatsvonden. Hij herdoopte het weer tot Aegidium (1936).
De conferentiezaal werd in 1956 in twee gedeeld door een betonnen plafond.
De vzw Parochiale Werken van Sint-Gillis, eigenaar van het Aegidium, installeerde er in 1979 een dagcentrum, maar nauwelijk zes jaar later sloot het alweer door de grote kosten en de slechte staat van het gebouw.

### Restauratie en herbestemmingsplannen
Bezorgd over de aanslepende leegstand, besliste de Brusselse regering in 2004 om het Aegidium te beschermen. Na een lange zoektocht besloot de eigenaar in 2013 om Edificio te kiezen als overnemer, een bedrijf dat met de Solvaybibliotheek en de Concert Noble al geslaagde herbestemmingen op zijn actief had. De grote renovatiewerf werd toevertrouwd aan architect Francis Metzger van het bureau MA². Ondanks financiële steun van verschillende overheden werd de heropening herhaaldelijk uitgesteld. Uiteindelijk zag Edificio af van de restauratie, geraamd op 5 à 6 miljoen euro, en werd het gebouw verkocht aan de vastgoedbedrijven Cohabs en Alphastone. Ze plannen er dertig woningen met gemeenschapsruimtes, een café-restaurant, een koffiebar, een bibliotheek, een fab lab, een expositieruimte en een dakterras.

## Voetnoten
1. ↑  Beschermingsbesluit van 27 mei 2004 . Gearchiveerd op 31 augustus 2021.
2. ↑  Hoop voor Aegidium, vergeten architectuurparel, BRUZZ, 28 november 2017. Gearchiveerd op 1 december 2017.